# Indigofera andringitrensis
Indigofera andringitrensis är en ärtväxtart som beskrevs av René Viguier. Indigofera andringitrensis ingår i släktet indigosläktet, och familjen ärtväxter. Inga underarter finns listade i Catalogue of Life.